# Cruzeiro do Sul (jornal)
O Cruzeiro do Sul é um jornal da cidade de Sorocaba, Estado de São Paulo. Foi fundado em 12 de junho de 1903, pelos irmãos Joaquim Firmino de Camargo Pires (Nhô Quim Pires) e João Clímaco. Iniciou sua circulação no mesmo ano e tinha inicialmente quatro páginas, com circulação bissemanal. É de propriedade da Fundação Ubaldino do Amaral (FUA), que é mantenedora.

## História
Nos primórdios, os objetivos do bissemanário foram políticos. Autodenominando-se "uma folha republicana e nada mais", fazia forte oposição ao Partido Republicano Paulista (PRP) e a seus líderes locais. Houve represália naquele ano de fundação, na noite de 30 de outubro, onde houve uma tentativa de incêndio e empastelamento do jornal. Em 1936, o jornal muda novamente de dono e é adquirido por Ignácio da Silva Rocha e Carlos Correia, que promovem melhorias. Em 1940, Orlando da Silva Freitas, diretor da Rádio Clube de Sorocaba, compra o jornal e inicia um profundo processo de modernização gráfica.
No ano de 1963, um grupo de 21 integrantes da Loja Maçônica Perseverança III adquire a editora Cruzeiro do Sul, dando início a um processo de modernização da empresa, que se torna uma entidade sem fins lucrativos. A primeira edição sob a nova administração se deu no dia 01 de agosto de 1965, em que informava na primeira página a seguinte nota: 
AO PÚBLICO

A partir do dia de hoje, o CRUZEIRO DO SUL passa a pertencer a novo proprietário. Constituída por um grupo de cidadãos que se responsabilizaram pela aquisição das ações da Edi'tora CRUZEIRO DO SUL S/A, organizou-se uma Fundação, de fins filantrópicos e culturais, que recebeu a denominação "FUNDAÇÃO UBALDINO DO AMARAL", inspirada na ação de um ilustre cidadão de Sorocaba, que tanto dignificou sua terra adotiva.

Conservando tôdas suas características de imprensa livre e independente, voltada para os grandes interesses da coletividade, sem qualquer vinculação político-partidária, ou religiosa sectária, verdadeira tribuna popular, o CRUZEIRO DO SUL vai, doravante, complementar sua missão. É assim que nos termos do próprio Estatuto da Fundação, todos os lucros porventura auferidos com a edição do jornal e damais atividades da emprêsa, serão empregados na sua melhoria, visando dotar a cidade de um matutino à altura do seu progresso e, também, destinados à distribuição a associações de caridade, à concessão de bolsas de estudocientíficos e técnicos a jovens necessitados e merecedores de apôio, bem como as outras atividades visando o benefício cultural e moral da cidade.

Trazendo esta comunicação à sociedade sorocabana, aos nossos leitores, assinantes e anunciantes, o Conselho Diretor da FUNDAÇÃO UBALDINO DO AMARAL, ao mesmo tempo em que agradece a preferência que vinha recebendo, expressa sua esperença de continuar merecendo esta preciosa atenção, assegurando de sua parte tudo fazer para manter a tradição do velho diário e dar amplo e cabal cumprimento às finalidades da novel instituição, para maior progresso de Sorocaba, nossa comum finalidade.

Da época da fundação até o momento - hoje pertencendo à Fundação Ubaldino do Amaral - o jornal se tornou um dos principais complexos da mídia do Estado de São Paulo.
Passados quase um século, o “Cruzeiro do Sul” ocupa hoje uma posição singular na imprensa diária brasileira, constituída por apenas 283 jornais. Destaca-se, inclusive, na imprensa diária de São Paulo, Estado em que, dos 625 municípios, apenas 52 - pouco mais de 8% do total - dispõem de jornal diário. Destes, a maioria não diários
na plena acepção da palavra, circulando, na realidade seis dias na semana. O Cruzeiro do Sul circula todos os dias, é auditado pelo IVC (Instituto Verificador da Circulação) e lidera a circulação no interior, de segunda a domingo, sendo ultrapassado somente aos domingos pelo Correio Popular de Campinas, em razão da grande venda avulsa daquela publicação.

## Editorias
- Brasil
- Cidades
- Economia
- Esportes
- Exterior
- Fatos & Opiniões
- Mais Cruzeiro
- Política

## Canais
- Agropecuária
- Casa & Acabamento
- Ciência & Tecnologia
- Classificados
- Cruzeirinho
- CruzeiroCard
- Educação
- Especiais
- Motor
- Presença
- Promoções
- Projeto Memória
- Revista
- Saúde
- Turismo

## Colunas
- Aposentados
- Artigo
- Canal 1
- Celso Ming
- Cinemas
- Cruzeiro de Olho
- Defesa do Consumidor
- Do Leitor
- Dora Kramer
- Editorial
- Fim de Jogo
- Há 100 anos
- Horóscopo
- Informação Livre
- Indicadores Econômicos
- Loterias
- Luis Nassif
- Sabores
- Necrologia
- Pergunte ao INSS
- Roteiro TV
- Tempo
- Toque de Leve

## Sucursais
- Centro
- Sorocaba Shopping
- Votorantim
- São Paulo

## Edições
O Jornal Cruzeiro do Sul teve a média de 21.806 exemplares em circulação em 2014, sagrando-se o oitavo jornal mais lido do Estado de São Paulo e o 45º de todo o Brasil . 